# Brive (rivière)
Pour les articles homonymes, voir Brive (homonymie).
La Brive ou la Brivaz est une rivière française du département de l'Ain de la région Auvergne-Rhône-Alpes, en ancienne région Rhône-Alpes et un affluent droit du Rhône.

## Géographie
De 12,7 kilomètres de longueur, la Brive prend sa source sur la commune de Marchamp à 611 mètres d'altitude, au sud-ouest de Tête Dure (681 m).
Il coule globalement de l'est vers l'ouest.
Il conflue sur la commune de Montagnieu, à 204 mètres d'altitude.
Les cours d'eau voisins sont, dans le sens des aiguilles d'une montre, la Perna au nord-ouest et au nord, le Furans au nord-est, le Gland à l'est et au sud-est, le Rhône au sud, au sud-ouest et à l'ouest. 

### Communes et cantons traversés
Dans le seul département de l'Ain (01), la Brive traverse les cinq communes suivantes, dans le sens amont vers aval, de Marchamp (source), Lompnas, Seillonnaz, Briord, Montagnieu (confluence).
Soit en termes de cantons, la Brive traverse un seul cantons, prend source et conflue dans le même canton de Lagnieu, dans l'arrondissement de Belley.

### Bassin versant
La Brive traverse une seule zone hydrographique Le Rhône du ruisseau des Moulins inclus au Fouron (V162) de 8 326 km2 de superficie.

## Affluents
La Brive a six tronçons affluents référencés :
- le ruisseau du Gros Pertuis (rd[note 1]) 1 km, sur la seule commune de Marchamp, avec un affluent :
  - le rau de Negrin (rg), 1 km, sur la seule commune de Marchamp.
- le ruisseau des Grès (rd), 1,7 km sur les deux communes de Seillonnaz (confluence) et Lompnas (source).
- le ruisseau de Greletan (rd), 1,6 km sur la seule commune de Seillonnaz.
- le ruisseau d'Haute-Roche (rg), 1,1 km sur les trois communes de Briord (confluence), Lhuis (source), Marchamp.
- le Vernay (rg), 3,1 km sur les trois communes de Briord, Seillonnaz (confluence), Lhuis (source)
- le ruisseau de Baïse (rd), 2,3 km sur la seule commune de Seillonnaz.

Le rang de Strahler est donc de trois.

## Pêche et AAPPMA
La Brive est couverte par l'AAPPMA la Truite du Bas-Bugey sis à Belley. C'est un cours d'eau de première catégorie.